# Version 2.0
| Críticas profissionais | Críticas profissionais |
| Avaliações da crítica  | Avaliações da crítica  |
| Fonte                  | Avaliação              |
| ---------------------- | ---------------------- |
| allmusic               | [ 1 ]                  |
| Entertainment Weekly   | (B+)                   |
| Pitchfork Media        | (6.7/10)               |
| Rolling Stone          | [ 4 ]                  |

Version 2.0 é o segundo álbum de estúdio da banda Garbage, lançado a 4 de maio de 1998.

## Faixas
1. "Temptation Waits" – 4:36
2. "I Think I'm Paranoid" – 3:38
3. "When I Grow Up" – 3:24
4. "Medication" – 4:08
5. "Special" – 3:43
6. "Hammering In My Head" – 4:52
7. "Push It" – 4:02
8. "The Trick Is to Keep Breathing" – 4:12
9. "Dumb" – 3:50
10. "Sleep Together" – 4:03
11. "Wicked Ways" – 3:43
12. "You Look So Fine" – 5:24

### Edição Japonesa Faixas Bônus
1. "Lick the Pavement" – 2:41
2. "Thirteen" (Alex Chilton, Chris Bell) – 3:28
3. "Push It" (Boom Boom Satellites mix) – 6:44

### Australia Tour Edition e Special Live Edition
1. "Dumb" – 4:26
2. "Stupid Girl" (Garbage, Joe Strummer, Mick Jones) – 4:12
3. "Temptation Waits" – 5:19
4. "Vow" – 5:12

## Paradas
| Ano  | Parada              | Posição |
| ---- | ------------------- | ------- |
| 1998 | Billboard 200       | 13      |
| 1998 | Top Canadian Albums | 2       |